# Helige Andens katedral, Minsk
Helige Andens katedral (belarusiska: Кафедральны сабор Сашэсця Святога Духа) är en belarusisk-ortodox katedral belägen i staden Minsk, i Minsks voblast, i centrala Belarus.
Katedralen är helgad åt Den Helige Ande. Den tillhör Minsks stift och är huvudkyrkan för den Belarusisk-ortodoxa kyrkan.

## Historik
Heliga Andens katedral i Minsk började byggas år 1633 och stod klar 1642, då Belarus var en del av det Polsk-litauiska samväldet. Katedralen var huvudtemplet för den romersk-katolska Bernadine-klostret.
Från 1914 till 1916 leddes gudstjänsterna i katedralen ofta av Theofylakt Klementiev, biskop av Slutsk och kyrkoherde i Minsks stift.
1918, efter den ryska revolutionen och när kommunisterna tog makten, upphörde gudstjänsterna i katedralen. Efter det försvann många av katedralens redskap spårlöst. I själva katedralen beordrade myndigheterna att man skulle ordna en idrottshall för brandkåren.
Katedralen invigdes 1942 och sedan 1961 har den varit en del av Minsks stift.
År 1953 byggdes ett sidokapell vid katedralens norra sida för att hedra helgonet Barbara, där en partikel av hennes reliker placerades.
1968 restes ett altare för att hedra en ikon vid namn ''Kazan-ikonen av Guds Moder'' i katedralens södra sidokapell.

## Katedralen
Katedralen i barockstil.

## Bilder

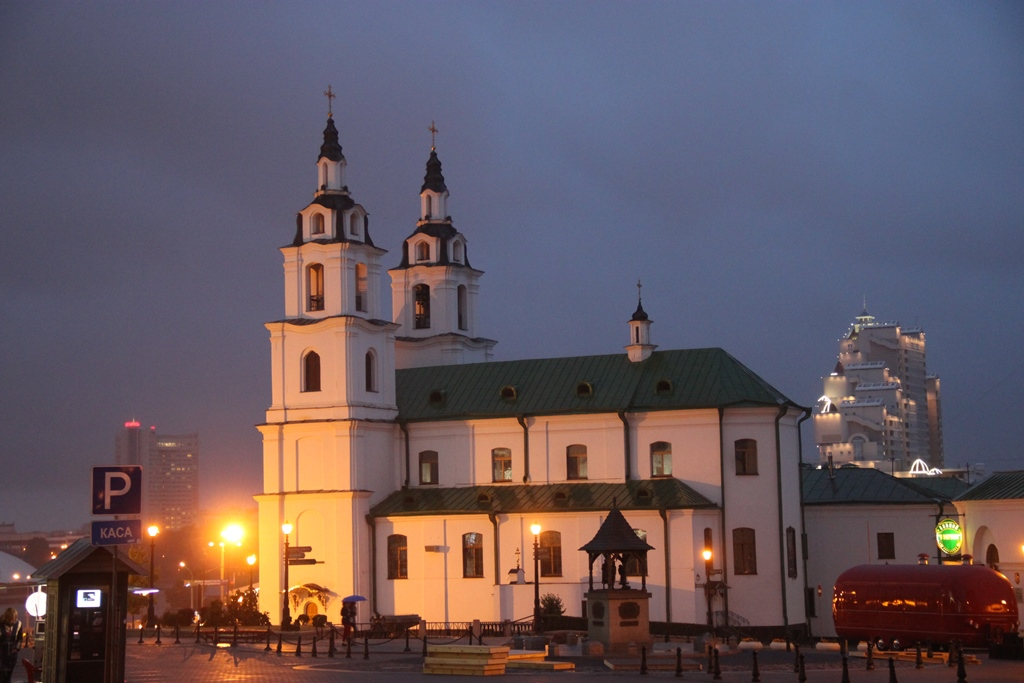
Katedralen under kvällstid.
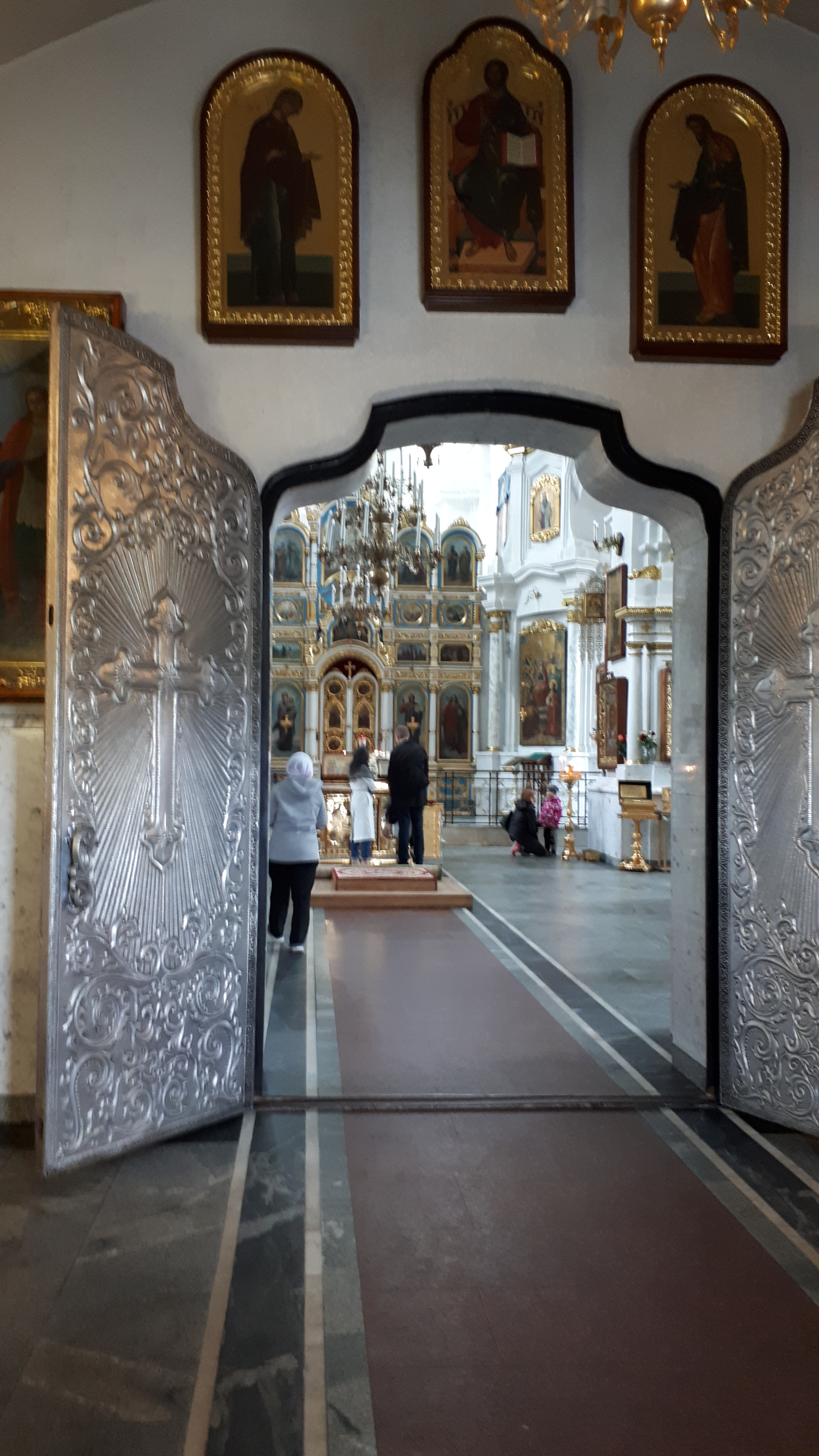
Ingången.
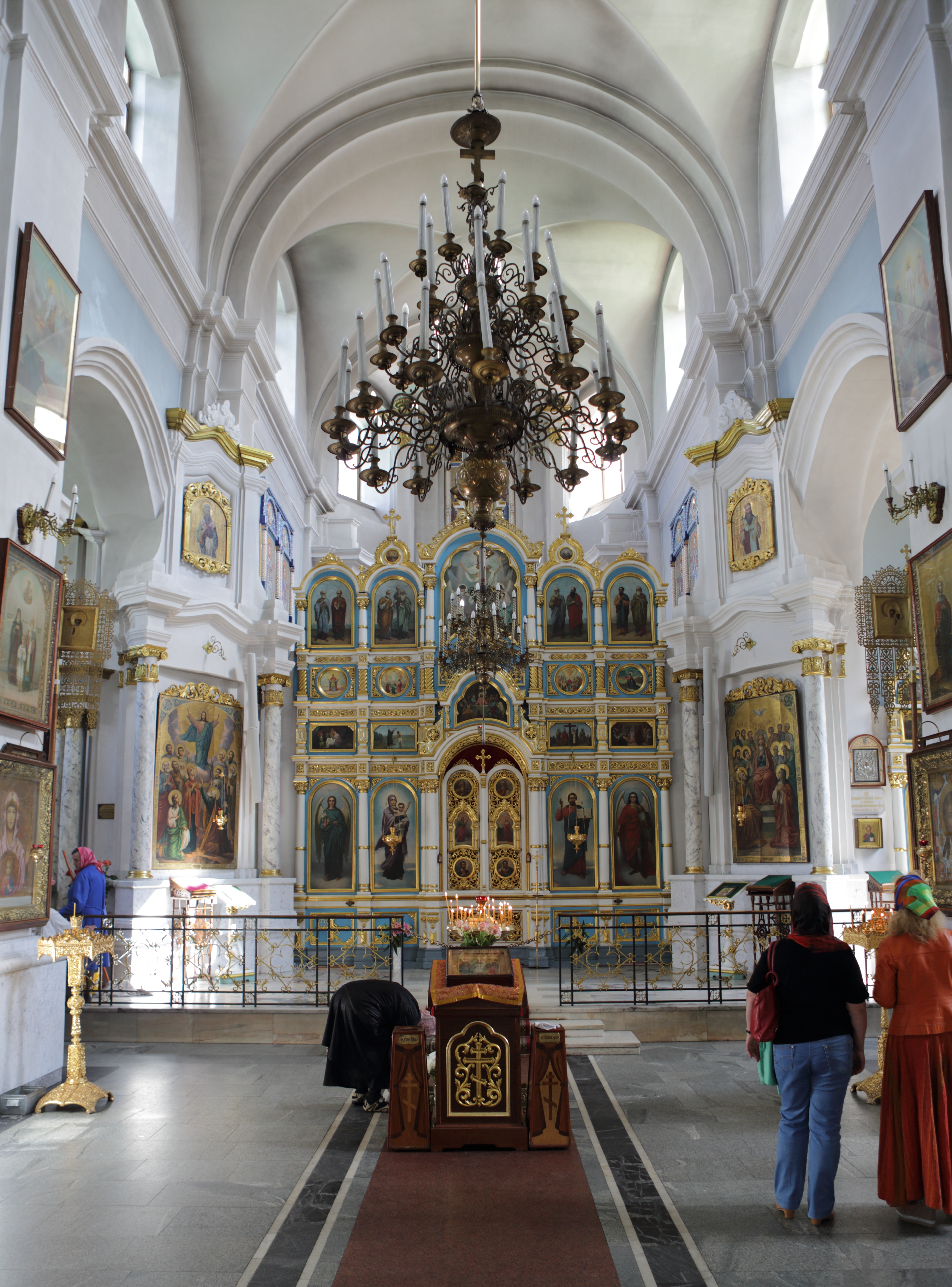
Katedralens interiör mot ikonostasen.
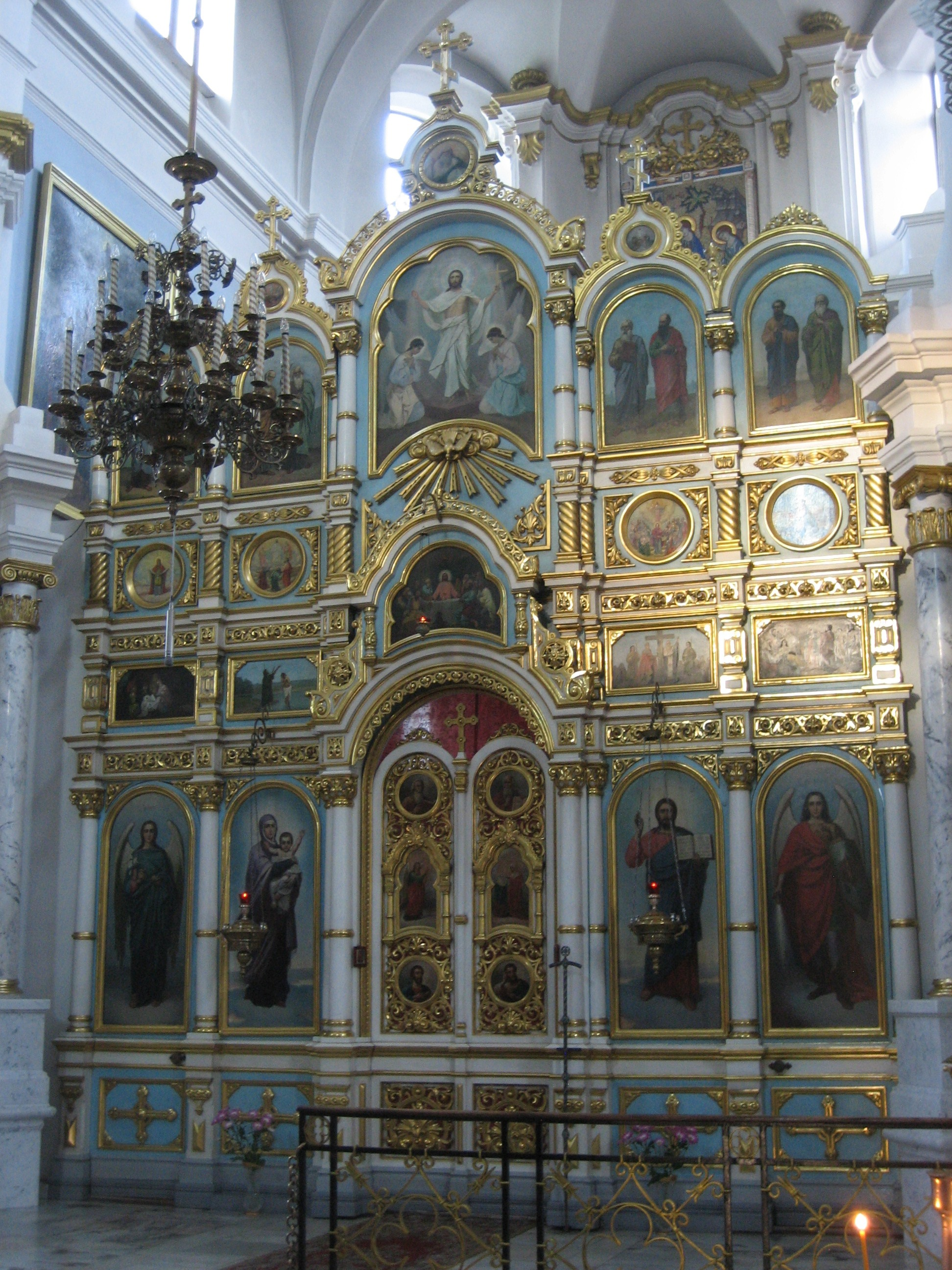
Ikonostasen.
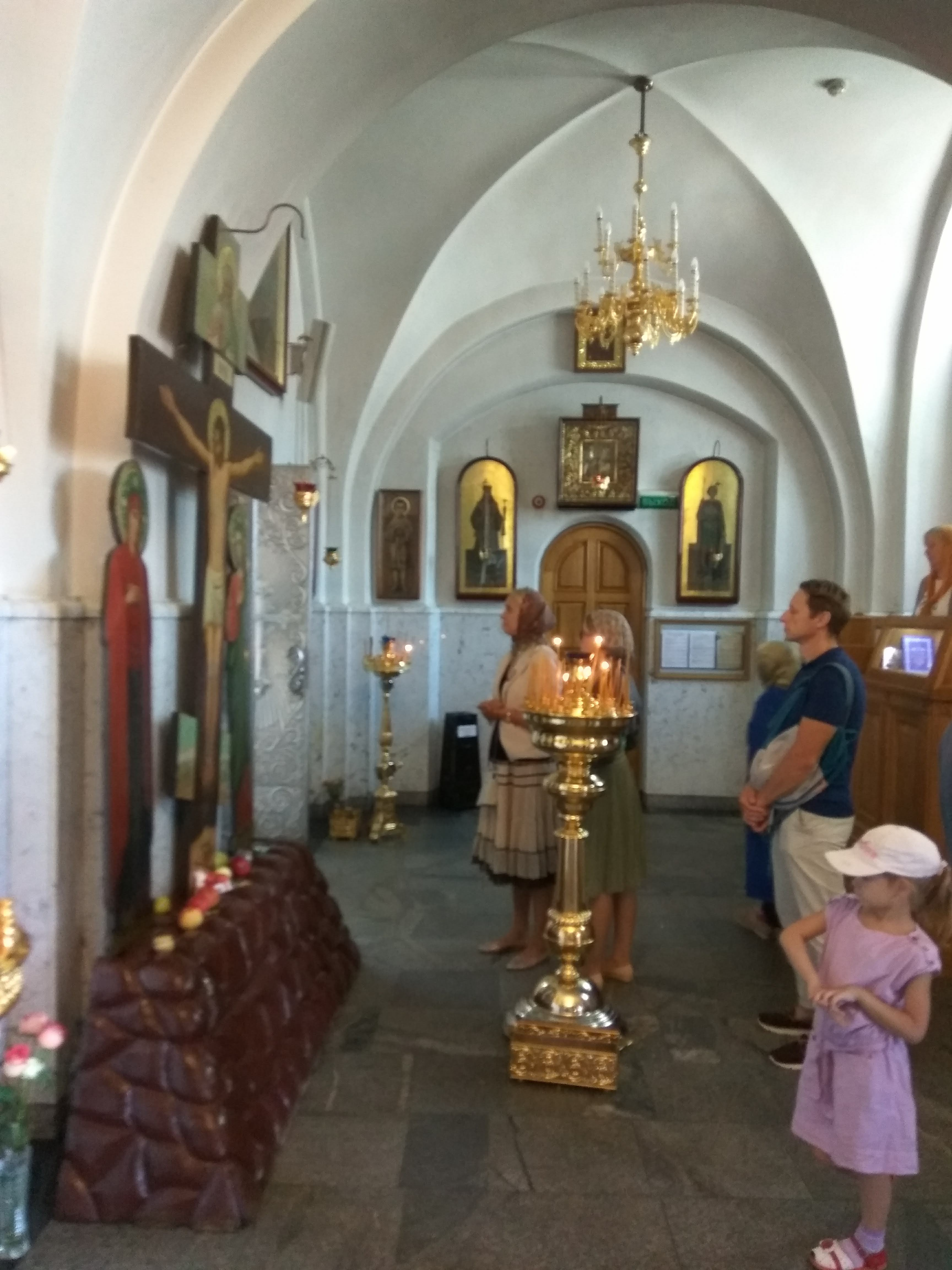
Interiör.
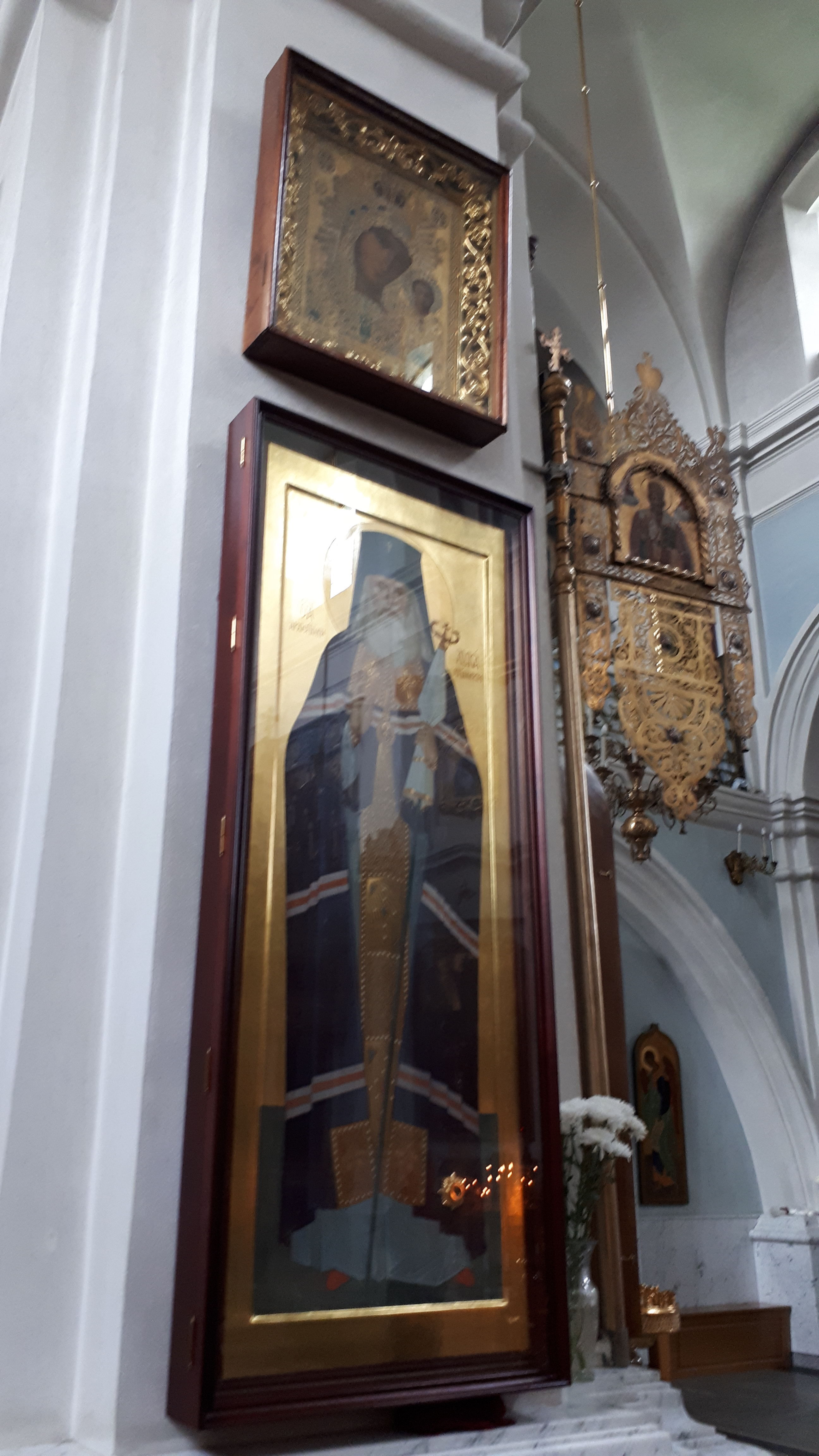
Ikoner.